# Анимаёвка
Анимаёвка — международный ежегодный фестиваль анимационных фильмов.
Идея открытия фестиваля анимационного кино в Могилёве принадлежит режиссёру-аниматору киностудии «Беларусьфильм» Игорю Волчеку и генеральному директору коммунального унитарного предприятия «Могилевоблкиновидеопрокат» Андрею Бычкову.

## Цель проведения
- Популяризация лучших произведений мировой и отечественной анимации
- Поддержка анимационного кино
- Знакомство зрителей с мультипликацией последних лет
- Укрепление культурных связей между Республикой Беларусь и странами участниками фестиваля[1]

## Фестивали
- ІХ Международный фестиваль анимационных фильмов «Анимаёвка — 2006» (Могилёв, 21-23 сентября)[2]
- Х Международный фестиваль анимационных фильмов «Анимаёвка — 2007»[3]
- XI Международный фестиваль анимационных фильмов «Анимаёвка — 2008» (Могилёв, 18-20 сентября 2008 года)[4]
- XV Международный фестиваль анимационных фильмов «Анимаёвка — 2012» (10-15 сентября 2012 года)
- XIX Международный фестиваль анимационных фильмов «Анимаёвка-2016»[5] (Могилёв, 27-30 октября 2017 года)[6]
- XX Международный фестиваль анимационных фильмов «Анимаёвка-2017»[7] (Могилёв, 26-29 октября 2017 года)[8]

### XV фестиваль (2012 год)
Дата: 10-15 сентября 2012 года

#### Жюри фестиваля
- Ходачиньски Марек, режиссёр, Президент международного фестиваля кукольных театров «Кукла тоже человек» (Польша) — председатель жюри;
- Мохамед Газала, директор международной ассоциации анимационных фильмов (ASIFA) Африки и Арабских стран (Египет);
- Ахундов Эльчин Абдул оглы, директор студии анимационных фильмов «Азанфильм» (Азербайджан);
- Жаримбетов Максут Махабеталиевич, режиссёр студии «АниМастер» (Казахстан);
- Тарасов Владимир Ильич, режиссёр, художник-аниматор, Заслуженный деятель искусств Российской Федерации, профессор (Россия);
- Карпов Александр Александрович, режиссёр, художественный руководитель РУП «Белорусский видеоцентр» (Белоруссия);
- Амелькович Дарья Владимировна, корреспондент газеты «Культура» (Республика Беларусь).

#### Гости фестиваля
- Народный артист СССР Лев Дуров
- Заслуженный артист Российской Федерации Оксана Сташенко
- Создатели известного мультсериала «Маша и Медведь» Денис Червяцов и Алина Кукушкина

### XII фестиваль (2009 год)
Место: Могилёв (Белоруссия)
Дата: 24-26 сентября 2009 года
Участники:
- «Жила-была последняя Мушка» (2009) — Специальный диплом «За лучшее изобразительное решение»

Призёры:
- «Про дружбу, Шарика и летающую тарелку» (2008) — Приз зрительских симпатий «Хрустальный карандаш»
- «Аповесць мінулых гадоў-3» («Повесть временных лет-3») (2008) — Гран-при «Хрустальный карандаш» в номинации «Лучший мультипликационный фильм»

### Х фестиваль (2007 год)
Дата: 11-15 сентября 2007 года

#### Жюри фестиваля
- Тумеля Михаил Брониславович, режиссёр (Минск) — председатель жюри;
- Плескацевич Геннадий Константинович, директор фестиваля «Лістападзік» — член жюри;
- Серёгин Сергей Николаевич, режиссёр (Москва) — член жюри;
- Бедошвили Василий, режиссёр (Москва) — член жюри;
- Стиебра Розалия, режиссёр (Рига) — член жюри.

### VIII фестиваль(2005 год)

#### Жюри фестиваля
- Александр Карпов, режиссёр (Минск)
- Алексей Орлов, киновед (Москва)
- Виктор Мороз, режиссёр (Минск)
- Григорий Гладков, композитор, исполнитель (Москва)
- Валерий Козлов, режиссёр (Минск)

### VII фестиваль (2004 год)

#### Жюри фестиваля
- Елена Таврог, киновед (Москва)
- Виктор Мороз, режиссёр (Минск)
- Геннадий Ляхов, журналист (Могилёв)
- Галина Шинкарь, главный специалист Министерства культуры Республики Беларусь
- Марина Карпова, режиссёр (Минск)

### VI фестиваль (2003 год)
Студии участники: «Беларусьфильм», «Казахфильм», «Волга-фильм» (Самара), «Мастер-фильм» (Москва), ВГИК (Москва), «Шар» (Москва), «Анимос» (Москва), «Пилот» (Москва), социально-культурный фонд «Губерния» (Москва), студии анимации Вильнюса, Риги, «Мельница» (Санкт-Петербург). Также были представлены фильмы аниматоров Польши и Франции.
На конкурс представлено 27 фильмов.

#### Жюри фестиваля
- Елена Таврог, киновед (Москва)
- Илзе Мартинсоне, продюсер (Рига)
- Александр Карпов, режиссёр (Минск)
- Александр Ленкин, режиссёр-аниматор (Минск)
- Геннадий Ляхов, журналист (Могилёв)

#### Призёры
- Специальный приз «Хрустальный карандаш»: Роза Стиебра — студия «Даука» (Рига), номинация «Мастер» за вклад в развитие искусства анимации.
- Специальный приз «Хрустальный карандаш»: школа-студия «Шар» (Москва) за лучшую программу для детей.
- Специальный приз «Хрустальный карандаш»: Иван Максимов — студия «Мастер-фильм» (Москва), номинация за лучшую режиссуру, фильм «Медленное бистро».
- Гран-при фестиваля: фильм «Карлик нос». Режиссёр — Илья Максимов, студия «Мельница» (Санкт-Петербург).

### V фестиваль (2002 год)
Студии участники: «Беларусьфильм», «Даука» (Латвия), «Таджикфильм», студия анимации Украины, «Пилот» (Москва), «Союзмультфильм» (Москва), «Мастер-фильм» (Москва), «Анимос» (Москва). Также были представлены фильмы аниматоров Польши, Турции, Китая.
На конкурс представлено 27 фильмов.

#### Жюри фестиваля
- Игорь Волчек, режиссёр (Минск)
- Илзе Мартинсоне, продюсер (Рига)
- Александр Карпов, режиссёр (Минск)
- Александр Бетев, художник (Минск)
- Вера Ильичёва, директор Драматического театра им. Дунина-Марцинкевича (Бобруйск)

#### Призёры
- Гран-при фестиваля: мультфильм «Евстифейка-волк». Режиссёры: Елена и Олег Ужиновы, кинокомпания «Мастер-фильм».
- Приз в номинации «За лучшую режиссуру»: фильм «Сестра и брат». Режиссёр — Ирина Кодюкова.
- Приз в номинации «Мастеру»: поэт, кинодраматург и композитор — Андрей Усачев, «За верность детской теме».
- Приз в номинации «Лучший фильм для детей»: фильм «Необыкновенные рижане». Режиссёр — Роза Стиебра, студия «Даука» (Латвия).
- Приз в номинации «Лучший экспериментальный фильм»: фильм «Светлая личность». Режиссёр — Олег Педан, студия «Укранимафильм» (Киев).
- Приз в номинации «За успешный дебют»: фильм «Дружок». Режиссёр — Наталья Хаткевич, «Белвидеоцентр».
- Приз «Зрительских симпатий»: программа фильмов «Чебурашка», «Крокодил Гена», «38 попугаев», «Котёнок по имени Гав», «Обезьянки. Скорая помощь». Художник и режиссёр — Леонид Шварцман.

### IV фестиваль (2001 год)
Студии участники: «Беларусьфильм», студия «Кристмас-филмз» (Россия — Великобритания), «Даука» (Латвия), студия анимации Литвы, студия анимации Казахстана, «Пилот» (Москва), «Союзмультфильм» (Москва), студия «Аргус» (Москва), студия «Даго» (Москва). Также были представлены фильмы аниматоров Германии, Дании, Китая.
На конкурс представлено 26 фильмов.

#### Жюри фестиваля
- Сергей Сычёв, директор студии анимации «Беларусьфильм» (Минск)
- Наталья Хаткевич, режиссёр студии анимации «Беларусьфильм» (Минск)
- Вера Ильичёва, председатель обкома профсоюза работников культуры
- Андрей Бычков, генеральный директор МГ КУКВП «Позірк» (Могилёв)
- Татьяна Житковская, режиссёр-аниматор (Минск)

#### Призёры
- Гран-при фестиваля: мультфильм «Притча о рождестве». Режиссёр — Ирина Кодюкова, «Беларусьфильм».
- Приз в номинации «Лучший фильм для детей»: фильм «Подна и Подни». Режиссёр — Юрий Кулаков, студия «Кристмас-филмз» (Россия — Великобритания).
- Приз в номинации «Лучший экспериментальный фильм»: фильм «Мячик». Режиссёр — Михаил Тумеля, студия «Пилот» (Москва).
- Приз «Зрительских симпатий»: фильм «Яма, танцы и четыре струны». Режиссёр — Александр Ленкин, «Беларусьфильм».

### III фестиваль (2000 год)
Студии участники: в фестивале принимали участие киностудия «Беларусьфильм», студия анимации Украины, студии анимации России.
На конкурс представлено 23 фильма.

#### Жюри фестиваля
- Юрий Марухин, кинорежиссёр, кинооператор киностудии «Беларусьфильм» (Минск)
- Наталья Хаткевич, режиссёр студии анимации «Беларусьфильм» (Минск)
- Нина Подольская, начальник управления культуры Могилёвского горисполкома
- Андрей Бычков, генеральный директор МГ КУКВП «Позірк» (Могилёв)
- Наталья Лукиных, киновед (Москва)

### II фестиваль (1999 год)
Студии участники: в фестивале принимали участие киностудия «Беларусьфильм», студия анимации Украины, кинематографисты России.
На конкурс представлено 20 фильмов.

#### Жюри фестиваля
- Давид Черкасский, Заслуженный деятель искусств Российской Федерации, лауреат Государственной премии Российской Федерации
- Эдуард Назаров, академик ТВ, Заслуженный деятель искусств РСФСР
- Александр Ленкин, режиссёр-аниматор (Минск)
- Наталья Лукиных, кинокритик (Москва)
- Виктория Лукина, директор фестиваля «Золотая рыбка» (Москва)

### I фестиваль (1998 год)
В фестивале принимали участие аниматоры киностудии «Беларусьфильм».
Представлено 12 фильмов.